# Cratere Thoreau
Thoreau  è un cratere sulla superficie di Mercurio.